# James Hamilton (Snowboarder)
James Hamilton (* 7. Juni 1989 in Takapuna) ist ein ehemaliger neuseeländischer Snowboarder.

## Werdegang
Hamilton nahm im Januar 2007 in Graz erstmals am Snowboard-Weltcup teil, wobei er den 35. Platz im Big Air errang. Im folgenden Monat kam er bei den Weltmeisterschaften in Arosa auf den 47. Platz in der Halfpipe. In der Saison 2007/08 erreichte er mit Platz drei in der Halfpipe in Chiesa in Valmalenco seine einzige Podestplatzierung im Weltcup und zum Saisonende mit dem 21. Platz im Halfpipe-Weltcup sein bestes Gesamtergebnis. In der folgenden Saison errang er mit zwei Top-Zehn-Platzierungen den 28. Platz im Halfpipe-Weltcup und bei den Snowboard-Weltmeisterschaften 2009 in Gangwon den 46. Platz im Big Air sowie den 16. Platz in der Halfpipe. Bei den Olympischen Winterspielen 2010 in Vancouver belegte er den 22. Platz in der Halfpipe und bei den Snowboard-Weltmeisterschaften 2011 in La Molina den 29. Platz in der Halfpipe sowie den 21. Rang im Slopestyle. Seinen 18. und damit letzten Weltcup absolvierte er im August 2012 in Cardrona, welchen er auf dem 23. Platz in der Halfpipe beendete.

## Teilnahmen an Weltmeisterschaften und Olympischen Winterspielen

### Olympische Winterspiele
- 2010 Vancouver: 22. Platz Halfpipe

### Snowboard-Weltmeisterschaften
- 2007 Arosa: 47. Platz Halfpipe
- 2009 Gangwon: 16. Platz Halfpipe, 46. Platz Big Air
- 2011 La Molina: 21. Platz Slopestyle, 29. Platz Halfpipe

## Weltcup-Gesamtplatzierungen
| Saison  | Gesamt/Freestyle | Gesamt/Freestyle | Halfpipe | Halfpipe |
| Saison  | Punkte           | Platz            | Punkte   | Platz    |
| ------- | ---------------- | ---------------- | -------- | -------- |
| 2006/07 | 350              | 135.             | 330      | 44.      |
| 2007/08 | 1000             | 88.              | 1000     | 21.      |
| 2008/09 | 921              | 89.              | 921      | 28.      |
| 2011/12 | 140              | 89.              | 140      | 49.      |
| 2012/13 | 80               | 117.             | 80       | 62.      |